# Rhaphidorrhynchium calamicola
Rhaphidorrhynchium calamicola là một loài rêu trong họ Sematophyllaceae. Loài này được (Müll. Hal.) Broth. mô tả khoa học đầu tiên năm 1925.